# Dialeto de Pequim
O dialeto de Pequim (chinês simplificado: 北京话; chinês tradicional: 北京話; pinyin: Běijīnghuà), também conhecido como Pequinês, é o dialeto do mandarim falado na zona urbana de Pequim, China. É a base fonológica do mandarim padrão, que é o idioma oficial da República Popular da China e da República da China, e uma das línguas oficiais em Singapura.
Apesar das semelhanças entre o dialeto de Pequim e o mandarim padrão, há várias diferenças que, geralmente, possibilitam os falantes de chinês conseguirem identificar se um indivíduo é nativo de Pequim ou de outra região.

## Distribuição
O termo "dialeto de Pequim" geralmente refere-se ao dialeto falado na zona urbana de Pequim, no entanto, a definição também pode ser utilizada abrangendo o "mandarim de Pequim" (chinês simplificado: 北京官话; chinês tradicional: 北京官話; pinyin: Běijīng Guānhuà), que também inclui alguns dialetos do interior de Pequim.
O mandarim padrão também é colocado na categoria de "dialeto de Pequim", pois é baseado no dialeto local de Pequim.